# 化蛇
化蛇（かだ）は、中国に伝わる妖怪である。

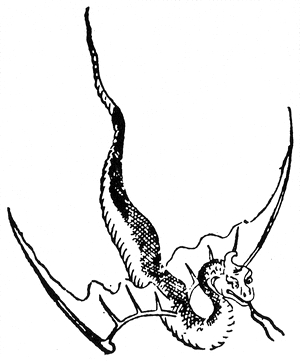
『山海経』より「化蛇」

これが見られた土地には洪水がもたらされる。『山海経』の「中山経」によると、陽水の伊水への合流点（現在の河南省嵩県と推測されている）の水中にすむ。人面で豺のような胴体と鳥の翼を持ち、蛇のように進み、叫ぶような声で啼くという。翼を持っている点から、翼をもちいて陽水の水源である陽山との間を行き来するとも考えられる。翼のある蛇で、空を飛んだり水中を泳いだりしながら姿を見せるといわれる。

## 形態と図
古代に『山海経』につけられた図は一度すべてが失われており、現在見られる『山海経』の図は明の時代以後のものである。化蛇も、ほかの鳥獣と同様に『山海経』の本文や注に基づいて絵が描かれているのだが、大きく分けて二種類の図柄にわかれている。一つは蛇に翼の生えたもの（図参照）であるが、もう一方の明の時代の例には本文にさらに即した形状（人面の獣に翼が生え、長い尾がある）の絵もあり、そちらも後の時代まで化蛇の図として描き継がれている。